# Deutsche Bundespost

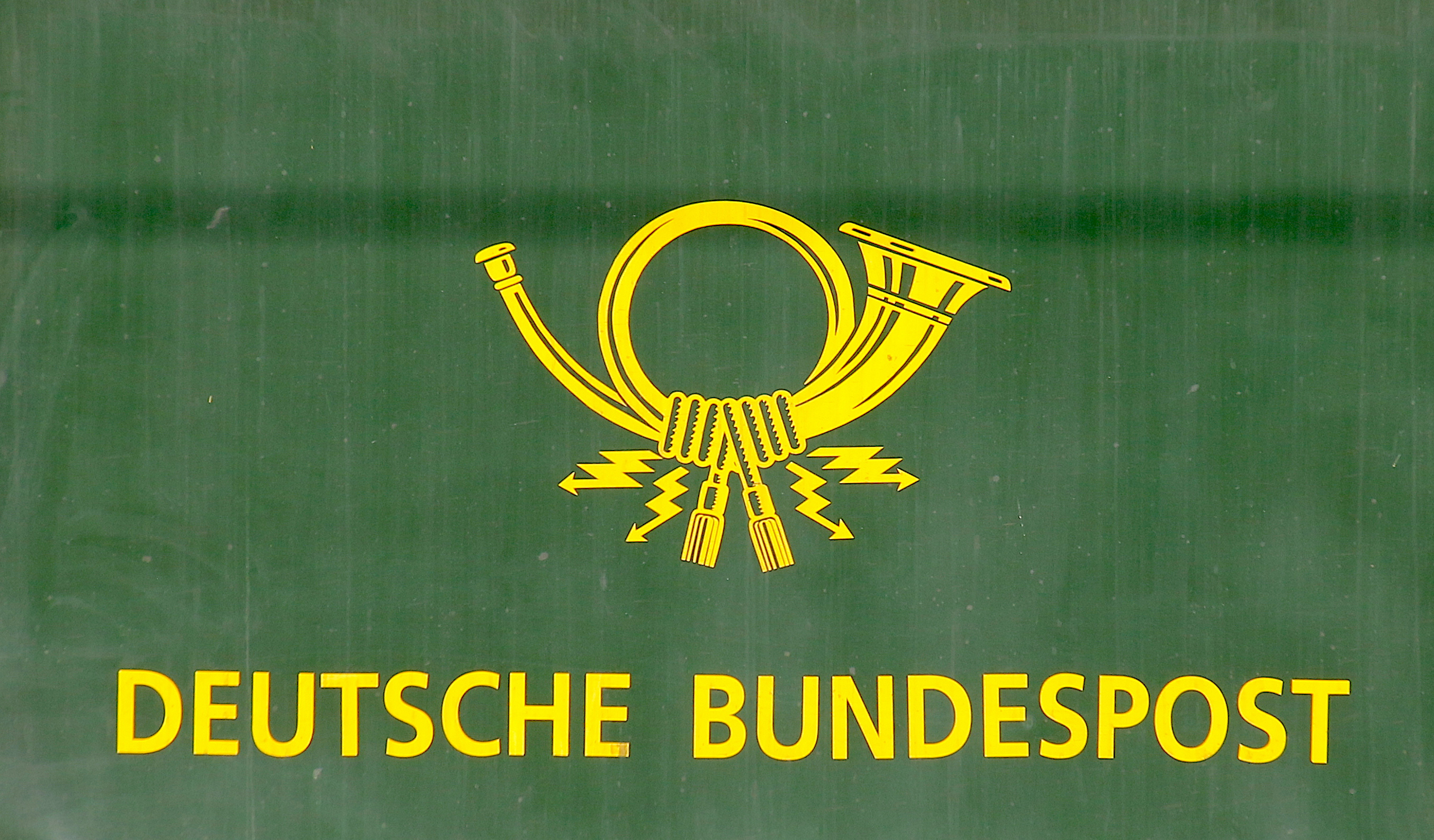
Signet der Deutschen Bundespost auf einem Bahnpostwagen

Die Deutsche Bundespost (DBP) war ein staatseigener Post-, Logistik- und Fernmeldebetrieb der Bundesrepublik Deutschland und Träger der zivilen Fernmeldehoheit. Sie wurde 1950 als nicht rechtsfähiges Sondervermögen des Bundes eingerichtet und mit Wirkung vom 2. Januar 1995 im Rahmen des Gesetzespaketes der zweiten Postreform in die privatrechtlichen Aktiengesellschaften Deutsche Post AG, Deutsche Telekom AG und Deutsche Postbank AG übergeleitet.
Die Deutsche Bundespost war nach der Deutschen Bundesbahn zunächst der zweitgrößte, nach Personalabbau bei der Bahn und Aufstockung bei der DBP Anfang der 1980er Jahre der größte Arbeitgeber der Bundesrepublik. 1985 gehörten ihr 543.200 Mitarbeiter an.

## Geschichte
Der Vorläufer der Deutschen Bundespost wurde 1947 als Nachfolger der Reichspost unter der Bezeichnung Deutsche Post gegründet. Mit dem Inkrafttreten des Grundgesetzes war die Rechtsgrundlage für die Verwaltung als Sondervermögen des Bundes geschaffen worden, für die der Bund die alleinige Gesetzgebungskompetenz hatte. 1950 erfolgte eine Umbenennung in „Deutsche Bundespost“, auch um eine Abgrenzung von der Deutschen Post (der DDR) zu schaffen. Bis 1989 war die Deutsche Bundespost eine Behörde, die nicht nach betriebswirtschaftlichen Grundsätzen geführt wurde, aber eigenwirtschaftlich sein sollte (siehe auch unten); es kam die „gehobene Kameralistik“ zum Einsatz, d. h. neben einem in öffentlichen Haushalten damals üblichen reinen Ein- und Ausgabenteil gab es auch einen Vermögens- und einen Verpflichtungsteil.
1989 wurde durch die erste Postreform die einheitliche Deutsche Bundespost in die Deutsche Bundespost Postdienst, die Deutsche Bundespost Postbank sowie die Deutsche Bundespost Telekom aufgespalten. Obwohl diese drei Teilunternehmen nominell einen Vorstand erhielten, blieben sie dennoch Behörden und unterstanden weiterhin der Aufsicht durch das Bundesministerium für Post und Telekommunikation. Trotz erweiterter Befugnisse in der Wirtschaftsführung behielten die üblichen haushalterischen Grundsätze der öffentlichen Verwaltung überwiegend ihre Geltung.
Aufgrund des Artikels 27 des Einigungsvertrages wurde die Deutsche Post (der DDR) in die Teilunternehmen der Deutschen Bundespost eingegliedert. Im Beitrittsgebiet wurden anstelle von Oberpostdirektionen im Bereich Post verschiedene Direktionen Postdienst, bei der Postbank die Zentralstelle Postbank und die Niederlassungen Postbank und im Bereich Fernmeldedienst die Direktionen Telekom eingerichtet.

## Rechtsgrundlage
Rechtsgrundlage für die administrative Tätigkeit der Deutschen Bundespost war das Postverwaltungsgesetz (PostVwG), welches das Reichspostfinanzgesetz von 1924 ablöste. Zentrales finanzpolitisches Ziel war, wie bereits seit 1924, die Sicherung der Eigenwirtschaftlichkeit. Die politische Zielbestimmung wurde aber der wirtschaftlichen stets übergeordnet. So besagte § 2 PostVwG, dass die Bundespost „nach den Grundsätzen der Politik der Bundesrepublik Deutschland, insbesondere der Verkehrs-, Wirtschafts-, Finanz- und Sozialpolitik verwaltet wird“ und dabei „den Interessen der deutschen Volkswirtschaft Rechnung zu tragen“ ist.
Weitere Vorschriften waren das Postgesetz, welches die Dienstleistungen auf dem Gebiet der Post, des Postreisedienstes und des Postsparkassendienstes regelte, das Fernmeldeanlagengesetz und das Telegrafenwegegesetz für den Fernmeldedienst und verschiedene Verordnungen, die aufgrund des Postverwaltungsgesetzes erlassen wurden (z. B. Postgebührenordnung, Postordnung, Telegrammordnung, Fernmeldeordnung usw.).

## Aufgaben

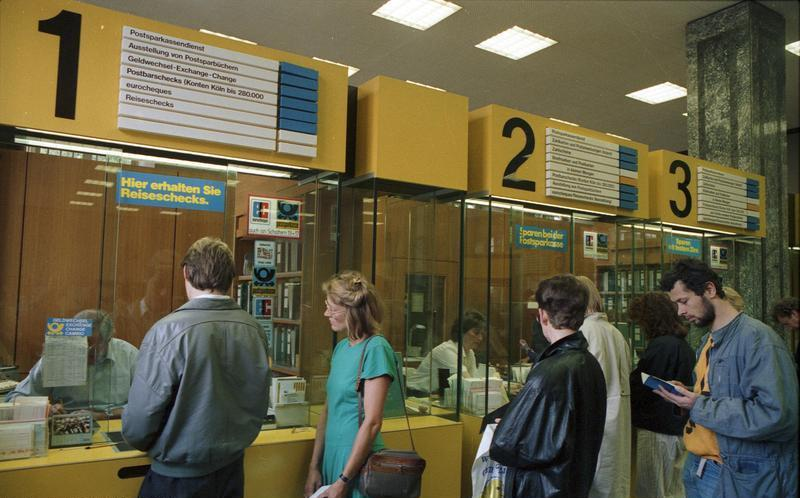
Postschalter im Hauptpostamt in Bonn, 1988

Für folgende Aufgaben war die Deutsche Bundespost zuständig:
- Aufbau und Betrieb des Kabelfernsehnetzes
- Betrieb von Rundfunksendeanlagen mit Ausnahme der Sender des ersten Fernsehprogrammes
- Briefdienst
- Datendienste
- Eigene Nachrichten- und Fernsehsatelliten wie DFS-Kopernikus und TV-SAT, auch zur Programmzuführung zu den Kabelnetzen
- Fernmeldedienst
- Paketdienst
- Postreisedienst
- Postrentendienst
- Postscheckdienst (später Postgirodienst)
- Postsparkassendienst
- Postzeitungsdienst
- Telegrafendienst (auch Telegrammdienst genannt)

Einige Dienste wurden während der Existenz der DBP erst aufgenommen (z. B. Datendienste) oder eingestellt (z. B. Postreisedienst (Kraftpost), der zur Deutschen Bundesbahn abgegeben wurde).

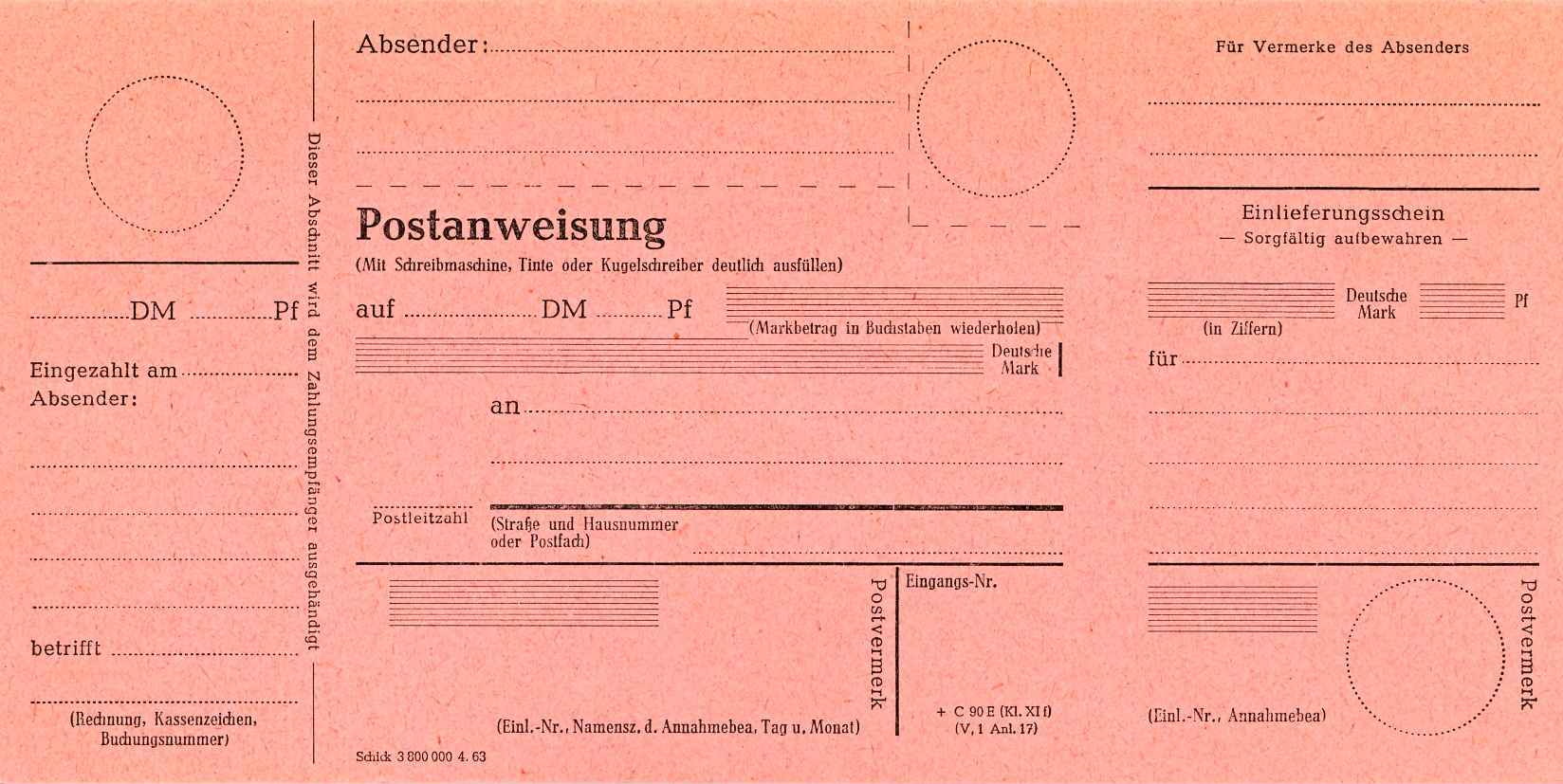
Postanweisung der Deutschen Bundespost, Formular aus dem Jahr 1963

Vor Gründung der GEZ nahm die Post auch die Vereinnahmung der Rundfunkgebühren vor. Zusätzlich wurden weitere Dienstleistungen angeboten (z. B. Postanweisungen mit Barein- und Barauszahlung), die aber formal zu einem der obigen Dienste gehörten. Gleiches gilt für die Auszahlung von Renten oder Arbeitslosengeldern, was regelmäßig zu langen Schlangen vor den Schaltern führte.
Von der Deutschen Bundespost wurden auch weitere Dienste wahrgenommen, für die sie wegen der flächendeckenden Verbreitung am besten geeignet war, die aber nicht zum eigentlichen Aufgabenspektrum der Post gehörten:
- Abgabe von Wechselsteuermarken und Rentenversicherungsmarken,
- Durchführung von förmlichen Zustellungen (Postzustellungsauftrag) und
- Durchführung von Wechselprotesten (Postprotestauftrag).

Postzustellungs- und Postprotestauftrag richteten sich nach den Bestimmungen der Zivilprozessordnung und nicht nach postalischen Rechtsvorschriften, lediglich die hierfür zu zahlenden Gebühren waren in der Postgebührenordnung verankert.

## Aufbau und Gliederung

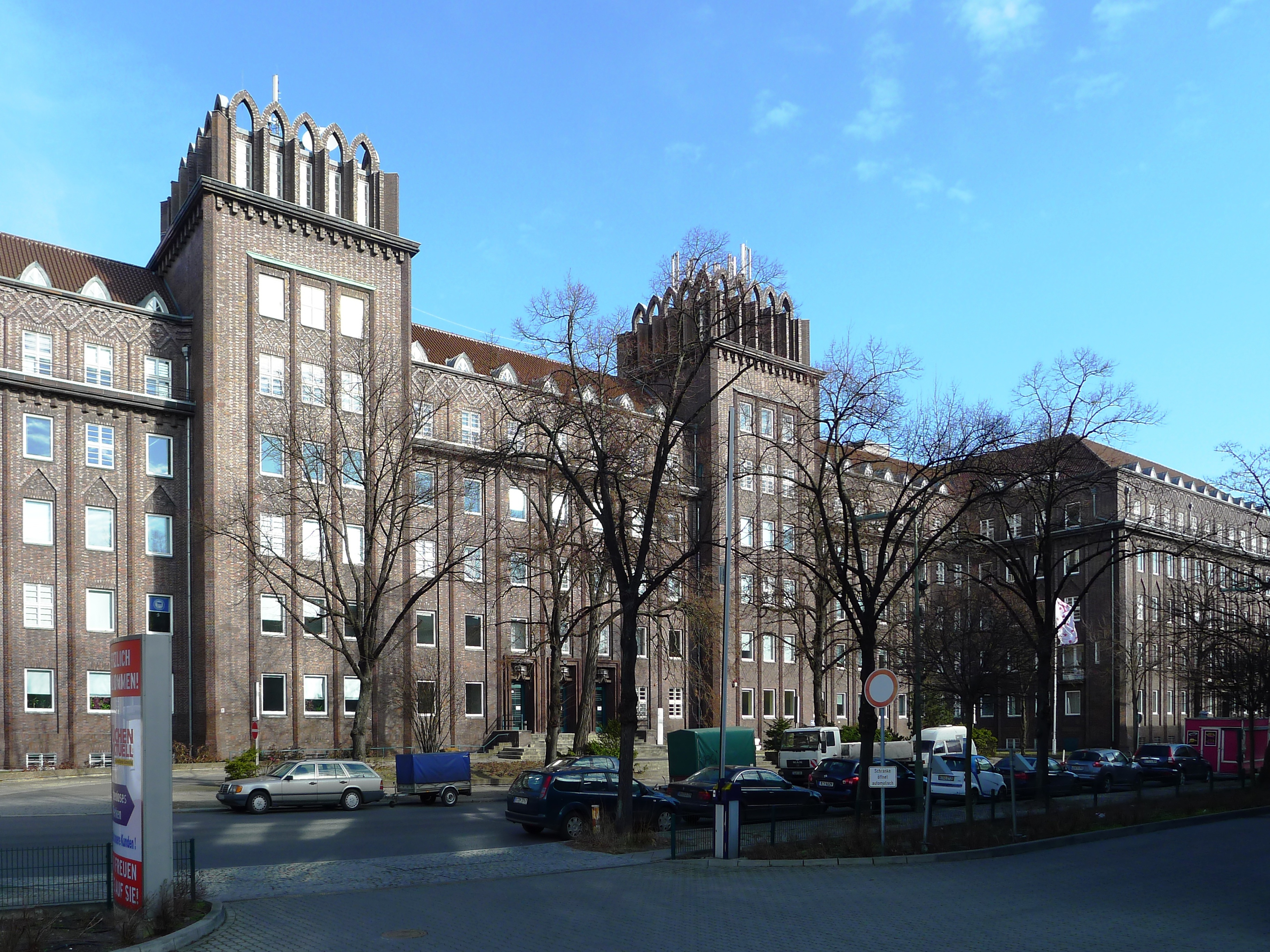
Gebäude der Fachhochschule der Deutschen Bundespost Berlin, Ringbahnstraße 126–134, Berlin-Tempelhof

### Von der Gründung bis zur ersten Postreform
Die DBP war nach dem in der deutschen Bundesverwaltung üblichen Drei-Stufen-Prinzip aufgebaut: Die obere Stufe bildete das Bundesministerium für das Post- und Fernmeldewesen (oft auch nur als Bundespostministerium oder kurz als BPM bezeichnet), die mittlere Stufe bestand aus Oberpostdirektionen einschließlich der gleichgestellten zentralen Mittelbehörden Posttechnisches Zentralamt (PTZ), Fernmeldetechnisches Zentralamt (FTZ) (beide Sitz in Darmstadt) und dem Sozialamt der Deutschen Bundespost (Sitz in Stuttgart), die untere Stufe waren Postämter, Postscheckämter (später umbenannt in Postgiroämter) und Fernmeldeämter. Außerdem gab es für technische Aufgaben noch weitere Ämter wie z. B. die Fernmeldezeugämter, die für die Beschaffung, Bevorratung und Instandsetzung von allen Geräten, die mit dem Fernmeldewesen zu tun hatten (Telefonzellen, Telefone, Vermittlungsgeräte usw.), zuständig waren. Weiterhin gab es noch Postsparkassenämter (Sitz in Hamburg und München), die die geführten Postsparbücher betreuten. Als Fortbildungseinrichtung für den gehobenen und höheren Dienst diente die 1969 gegründete Führungsakademie der Deutschen Bundespost.
Anstelle einer Oberpostdirektion war in West-Berlin die Landespostdirektion eingerichtet. Diese gab auch eigene Briefmarken heraus. Diese Briefmarken waren aber auch im gesamten Bundesgebiet gültig, umgekehrt war dies ebenso der Fall (ab 1949 bzw. 1950, zunächst offiziell als „nicht zu beanstanden“). Briefmarken aus West-Berlin sind an der Aufschrift „Deutsche Bundespost Berlin“ anstelle der sonst üblichen Aufschrift „Deutsche Bundespost“ erkennbar.
An dem Organisationsaufbau der Reichspost wurde nichts geändert. Auf der unteren Ebene gab es die Postämter, Zweigpostämter, Poststellen I und II und Posthilfsstellen und als Sonderämter die Postscheckämter, Postsparkassenämter (seit dem 1. Januar 1939) und die Werkstätten der Post.
Am 1. Januar 1959 wurden die „Richtlinien über die Organisation der Postämter (V)“ vom Bundespostministerium erlassen. Bei Postämtern unterschied man zwischen dem Postamt mit Verwaltungsdienst (Postamt (V)) und dem Postamt. Die kleineren Postämter, die Poststellen und Posthilfsstellen, unterstanden nun einem Postamt (V) und gehörten zu seinem Amtsbereich.
Das Postamt (V) war als selbständiges Amt eine untere Bundesbehörde und wurde von einem Amtsvorsteher geleitet. Die Bezeichnung Postamt (V) wurde nur zur Unterscheidung im inneren Geschäftsverkehr angewendet. Ähnlich wie bei der Reichspost wurden die Postämter (V) und die Postämter auf Grund von Punktzahlen in Gruppen eingeordnet.
Bis zum Ende der DBP hat es hierin keine Änderungen mehr gegeben.
In den 1990er Jahren wurde dann noch das Zentralamt für Mobilfunk (ZfM, Sitz in Münster) eingerichtet. Es wurde von der Bundespost zum 31. Dezember 1993 aufgelöst, nachdem der Vorstand der Generaldirektion TELEKOM beschlossen hatte, die Aufgaben auf dem Gebiet des Mobilfunkes künftig durch die DeTeMobil GmbH, eine Tochter der Bundespost, wahrnehmen zu lassen. Das Zentralamt hatte unter anderem die Aufgabe, Bürger über den Mobilfunk zu beraten, und zwar unabhängig vom Anbieter (der einzige Anbieter neben der Bundespost war Mannesmann Mobilfunk). Ferner gab es noch das Zentralamt für Zulassungen im Fernmeldewesen (ZZF, Sitz in Saarbrücken), das im September 1992 im Bundesamt für Zulassungen in der Telekommunikation aufging, die Fachhochschule der Deutschen Bundespost Berlin (FH der DBP Bln) in Berlin und Fachhochschule der Deutschen Bundespost Dieburg (FH der DBP Dbg) in Dieburg (s. Fachhochschule Dieburg), sowie den Fachbereich Post- und Fernmeldewesen der FH Bund mit Sitz in Dieburg, an dem seit Anfang der 1980er der Nachwuchs für den gehobenen nichttechnischen Dienst der DBP ausgebildet wurde. Ferner verfügte die Deutsche Bundespost über den Fernmeldenotdienst (s. u.) und weitere Einheiten des Behördenselbstschutzes, deren Ausrüstung aber weit über die anderer Behörden hinausging (wie z. B. Löschfahrzeuge und Rüstwagen). Der Behördenselbstschutz der Bundespost war daher eher mit einer Werkfeuerwehr zu vergleichen.

### Von der ersten Postreform zur zweiten Postreform (Privatisierung)
Im Zuge der Postreform I wurden innerhalb der Bundespost neue Ebenen geschaffen, andere, wie die Oberpostdirektionen, bekamen zumindest teilweise neue Aufgabenfelder. Die einzelnen Geschäftsbereiche Postdienst, Postbank und Fernmeldedienst wurden jeweils von einer Generaldirektion geführt, die der Vorstand des jeweiligen Bereichs leitete. Allen Bereichen war das Direktorium der Bundespost vorgesetzt. Bei jedem Geschäftsbereich gab es einen Aufsichtsrat. Die Oberpostdirektionen blieben bestehen, waren aber, wie das Bundesministerium, in erster Linie für hoheitliche Aufgaben zuständig, während die betrieblichen Aufgaben bei den drei Geschäftsbereichen angesiedelt waren. Allerdings wurden auch hoheitliche Aufgaben, wie z. B. Funkpeilungen, Postprotestaufträge usw. weiterhin von den Geschäftsbereichen ausgeführt.
Im Beitrittsgebiet wurden anstelle von Oberpostdirektionen ab dem 3. Oktober 1990 im Bereich Postdienst Direktionen Postdienst, bei der Postbank die Zentralstelle Postbank und die Niederlassungen Postbank und bei der Telekom die Direktionen Telekom eingerichtet.

### Betriebliche Sozialeinrichtungen
Sozialeinrichtungen waren die Postbeamtenkrankenkasse (PBeaKK), die Bundespost-Betriebskrankenkasse (BPBetrKK), die Versorgungsanstalt der Deutschen Bundespost (VAP), das Erholungswerk der Deutschen Bundespost (EWBP), die Bundespost-Ausführungsbehörde für Unfallversicherung, die Zentralstelle Arbeitsschutz beim Bundesamt für Post und Telekommunikation, die Postkleiderkasse, das Betreuungswerk der Deutschen Bundespost, die Postunterstützungskasse, die Studienstiftung und die Tonband-Fachzeitschrift „Die Brücke“.
Die Postbeamtenkrankenkasse, die Versorgungsanstalt der Deutschen Bundespost, das Erholungswerk der Deutschen Bundespost, die Postkleiderkasse, das Betreuungswerk der Deutschen Bundespost, die Postunterstützungskasse, die Studienstiftung und die Redaktion der Zeitschrift „Die Brücke“ werden u. a. durch die Bundesanstalt für Post und Telekommunikation (BAnstPT) fortgeführt. Die Unfallversicherungen (Bundespost-Ausführungsbehörde für Unfallversicherung und die Zentralstelle Arbeitsschutz) wurden zusammengefasst und in die Unfallkasse Post und Telekom überführt. Die Bundespost-Betriebskrankenkasse wurde als Betriebskrankenkasse Post (BKK Post) weitergeführt.

### Selbsthilfeeinrichtungen der Beschäftigten
Ferner gab es noch Selbsthilfeeinrichtungen, nämlich Post-Spar- und Darlehnsvereine (heute PSD-Banken), Versicherungsvereine, Vereinigungen des Postpersonals und Einrichtung zur Förderung der Völkerverständigung, Verband der Funkamateure in Telekommunikation und Post (VFDB) sowie die zahlreichen Postsportvereine.

## Postreform

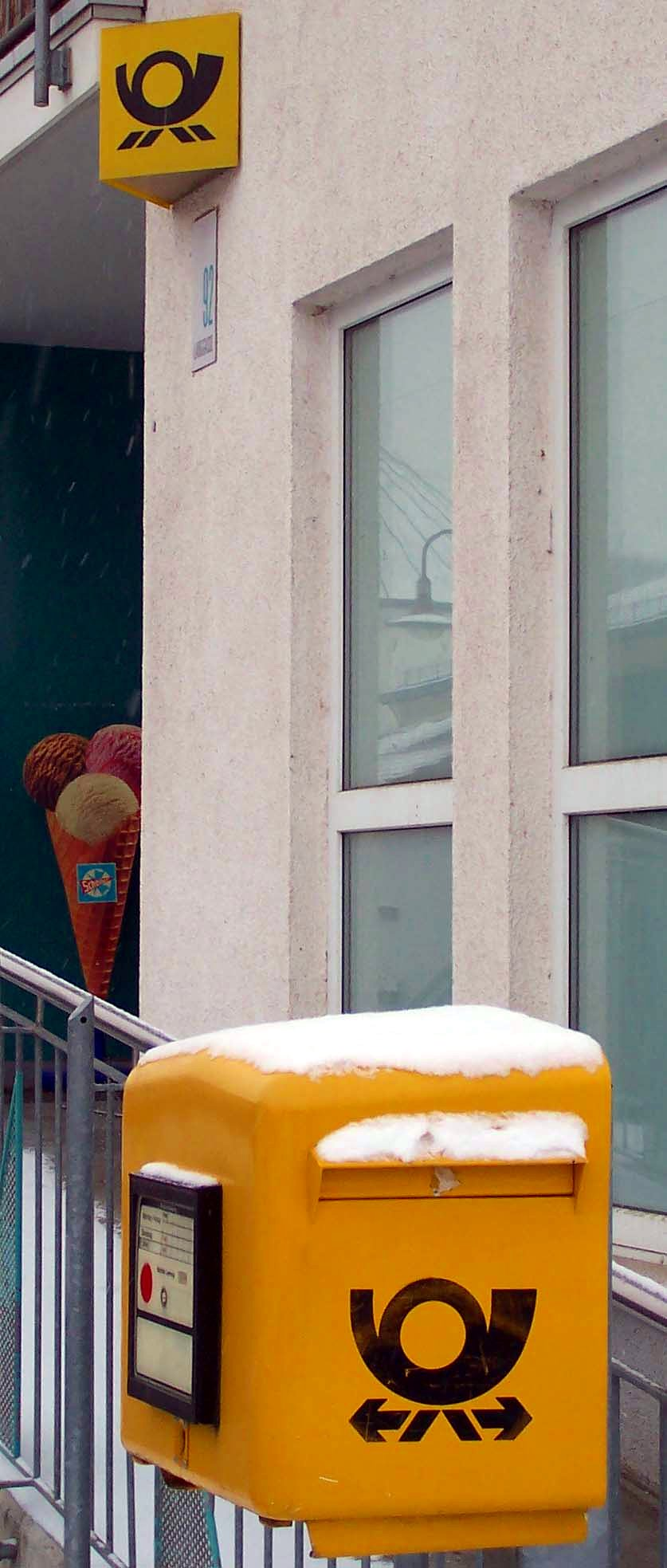
Gegenüberstellung: Briefkasten mit altem Posthorn mit stilisierten Blitzen in Form von Pfeilen der Deutschen Bundespost, oben das neue Posthorn der Deutschen Post AG

Infolge der ersten Postreform wurde die Deutsche Bundespost 1989 in drei sog. „öffentliche Unternehmen“ aufgeteilt:
- Deutsche Bundespost Postbank
- Deutsche Bundespost Postdienst
- Deutsche Bundespost Telekom

Diese Unternehmen arbeiteten aber weiterhin unter dem Dach der Bundespost zusammen, stellten ein Teilsondervermögen dar und waren insoweit nicht selbständig. Die Mittelbehörden blieben unverändert bestehen, allerdings wurden teilweise Entflechtungen vorgenommen, so beispielsweise im Fernmelderechnungsdienst, der historisch bedingt in den Rechenzentren des Postwesens sowie teilweise im Posttechnischen Zentralamt angesiedelt war.
Die Geschäftsbereiche wurden im Rahmen der zweiten Postreform 1994 privatisiert. Es entstanden:
- Deutsche Post AG aus dem Bereich Deutsche Bundespost Postdienst (gelbe Post)
- Deutsche Postbank AG aus dem Bereich Deutsche Bundespost Postbank (blaue Post)
- Deutsche Telekom AG aus dem Bereich Deutsche Bundespost Telekom (graue Post)

Das – nunmehr umbenannte – Bundesministerium für Post und Telekommunikation blieb für die hoheitlichen Aufgaben im Postwesen und bei der Telekommunikation zuständig. Nach der Auflösung des Ministeriums übernahm ab dem 1. Januar 1998 die zunächst unter dem Namen Bundesamt für Post und Telekommunikation (BAPT) geschaffene Regulierungsbehörde für Telekommunikation und Post (RegTP, jetzt Bundesnetzagentur) die Aufgaben der Mittelbehörden. Aufgaben des Ministeriums und einige Aufgaben der Mittelbehörden gingen auf das Bundesministerium der Finanzen über. Einige Aufgaben im Fernmeldewesen, für die das Fernmeldetechnische Zentralamt zuständig war (besonders im Bereich des BOS-Funk), gingen auf das Bundesministerium des Innern über.
Für beamten- und versorgungsrechtliche Aufgaben der bei den Unternehmen verbliebenen Postbeamten wurde die Bundesanstalt für Post und Telekommunikation Deutsche Bundespost (BAnst PT) eingerichtet.

## Farben, Amtsschild und Flaggen der Bundespost
Die Bezeichnung „graue Post“ für den Fernmeldedienst kommt aus der Frühzeit der Bundespost: In den 1950er und 1960er Jahren waren die Fahrzeuge des Fernmeldebaudienstes in Zeltgrau (RAL 7010) gehalten, die anderen Fahrzeuge des Fernmeldedienstes (Störungsdienst, Funkmess- und -peildienst, Telex usw.) und die übrigen Postfahrzeuge schon seit 1945 in Honiggelb (RAL 1005). Dem Zeitgeist folgend ersetzte 1971 Cadmiumgelb (RAL 1021) das vergleichsweise blasse Honiggelb. Wegen des hohen Schwermetall-Anteils erfolgte 1980 eine Umstellung auf das noch heute übliche Ginstergelb (RAL 1032).
Als Besonderheit kamen 1957 noch einige smaragdgrüne (RAL 6001) Fahrzeuge der Saarpost hinzu.
Die Bundespost verwendete anstelle der üblichen Dienstflagge der Bundesbehörden die Bundespostflagge, die aus der Bundesflagge mit Posthorn auf dem roten Streifen bestand. Diese Flagge wurde von der Reichspostflagge abgeleitet. Als Abzeichen auf Uniformen wurde das Posthorn in Gelb verwendet.
Schiffe, die im Auftrag der Bundespost Post beförderten, setzten am Vortopp die Postsignalflagge.

Dienstflagge der Deutschen Bundespost
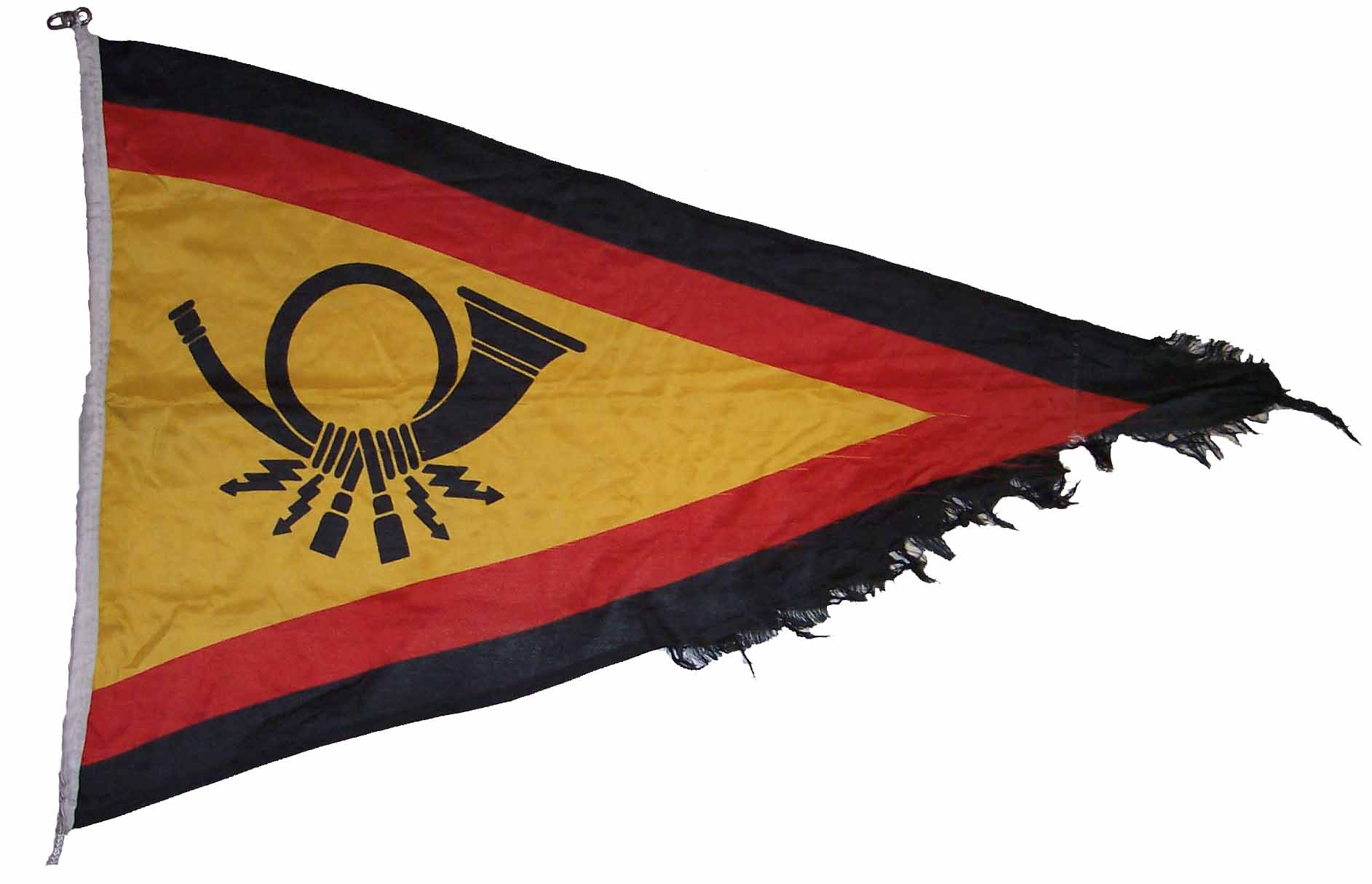
Postsignalflagge für Seeschiffe
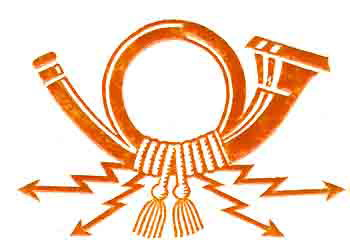
Posthorn der Bundespost (1950–1979)
Ärmelaufnäher der Bundespost-Uniform
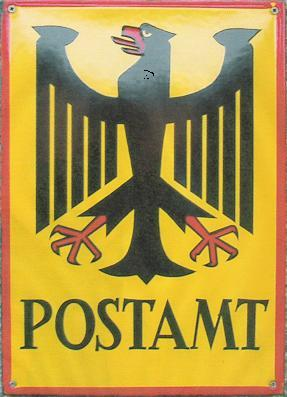
Am Postamt Spiekeroog angebrachtes Amtsschild (bis 1995)
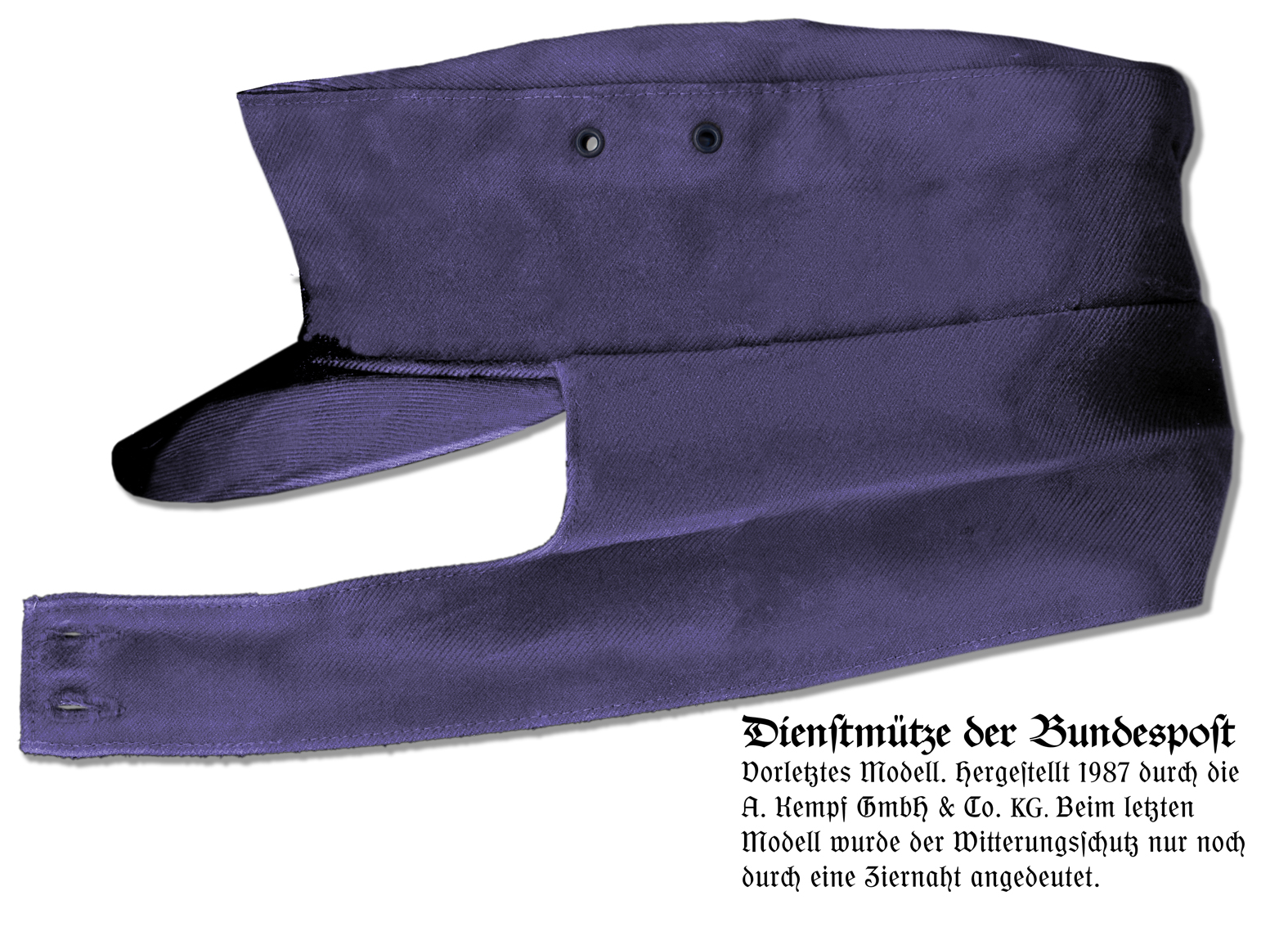
Die nach dem Vorbild der Bergmütze gefertigte Dienstmütze der Bundespost

## Kraftfahrzeugkennzeichen der Deutschen Bundespost

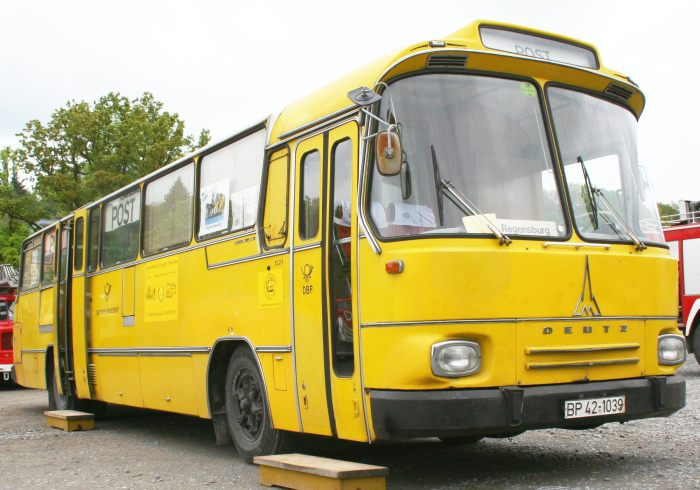
Mobiles Postamt auf Basis eines Magirus-Deutz 150LS12 aus der Kennzeichengruppe BP 42

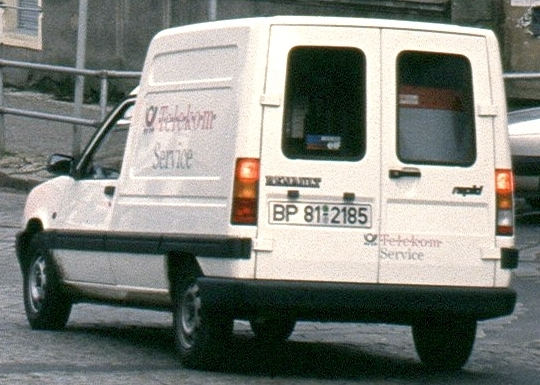
Renault Rapid des Telekom-Service mit dem Kennzeichen BP 81-2185 (Aufnahme von 1992).

Fahrzeuge der Deutschen Bundespost führten bis zur Privatisierung das Kraftfahrzeugkennzeichen BP, das aus zwei Zahlengruppen nach dem Schema BP XX-YYY (ab den 1980er Jahren vier Unterscheidungsziffern) bestand. Die Kennzeichen wurden nach Postdienst und Fernmeldedienst unterschieden. Der Ziffernblock BP 10 bis BP 59 war dem Postdienst zugeordnet, der Ziffernblock BP 60 bis BP 99 dem Fernmeldedienst. Außerdem waren die Fahrzeuge des Fernmeldewesens bis in die 1980er Jahre grau, später gelb mit einer roten Linie und hatten die Türaufschrift „Fernmeldedienst“, später „TELEKOM“. Die Nummerpläne wurden einheitlich vom Posttechnischen Zentralamt aufgestellt.
| Gattung                                   | Postdienst        | Fernmeldedienst   |
| ----------------------------------------- | ----------------- | ----------------- |
| Kraftomnibusse (KOM)                      | BP 10 – BP 16     | BP 99             |
| Personenkraftwagen                        | BP 18 – BP 23     | BP 60 – BP 69     |
| Kombinations-Fahrzeuge                    | BP 59             | BP 83 – BP 87     |
| Gewöhnliche LKW bis 1 t Nutzlast          | BP 24 – BP 31     | BP 70 – BP 72     |
| Gewöhnliche LKW über 1 t bis 2 t Nutzlast | BP 32 – BP 38     | BP 73 – BP 74     |
| Sonder-LKW bis 2 t Nutzlast               | BP 17             | BP 75             |
| Gewöhnliche LKW über 2 t Nutzlast         | BP 39 – BP 41     | BP 76 – BP 78     |
| Sonder-LKW über 2 t Nutzlast              | BP 42             | BP 79 – BP 81     |
| Zugmaschinen und Schlepper                | BP 43             | BP 82             |
| Kräder und Motorroller                    | BP 44 – BP 47     | BP 98             |
| elektrisch angetriebene Fahrzeuge         | BP 48 – BP 51     | BP 88             |
| Anhänger                                  | BP 52 – BP 58     | BP 89 – BP 97     |
| Probefahrten                              | BP 0400 – BP 0499 | BP 0400 – BP 0499 |

Die Fahrzeuge wurden unmittelbar durch die zuständige Oberpostdirektion zugelassen, die Kennzeichen mit ihrem Dienstsiegel gesiegelt. Die Oberpostdirektionen teilten die Zulassung dem Kraftfahrt-Bundesamt mit. Fahrzeuge des Bundesministeriums für das Post- und Fernmeldewesen wurden mit dem Kennzeichen für die Bundesverwaltung „BD“ zugelassen.
Gültig blieb das Kennzeichen „BP“ noch bis 1997, obwohl diese Kennzeichen nach der Privatisierung im Jahre 1995 zumindest bei der Telekom innerhalb weniger Wochen flächendeckend auf zivile Kennzeichen umgestellt wurden. Ein Großteil des Telekom-Fuhrparks erhielt zunächst Bonner Kennzeichen, bedingt durch den Sitz der Unternehmenszentrale in Bonn, während Fahrzeuge der technischen Abteilungen in Münster zugelassen wurden. Fahrzeuge des Postdienstes wurden in der Regel standortnah zugelassen.
Seit 30. April 2006 wird das Kennzeichen „BP“ an die Bundespolizei ausgegeben.

## Postreisedienst
In der Historie der Post liegen die Wurzeln für den Postreisedienst. Dieser nahm – ähnlich wie die Bahnbusse der Deutschen Bundesbahn – den öffentlichen Personennahverkehr meist in ländlichen Gebieten wahr. Historisch ist es oft schwer zu ergründen, warum eine überörtliche Linie nun von der Post oder der Bahn bedient wurde. Anfang der 1980er wurde allerdings in der Politik bewusst, dass sich die öffentliche Hand hier für dieselbe Aufgabenstellung unterschiedliche Funktionsträger mit unterschiedlichen Rechtsgrundlagen leistete – hier die Deutsche Bundesbahn (mit dunkelroten bzw. rot-schwarz-weißen Bussen) mit privatrechtlichen Beförderungsverträgen, dort die Deutsche Bundespost (mit gelben Bussen) mit einer öffentlich-rechtlichen Benutzung nach der Postreiseordnung. Man zog die Konsequenzen und vereinigte beide Dienste unter dem Dach der Deutschen Bundesbahn, wobei die betroffenen Postler entscheiden konnten, ob sie Postler bleiben oder Bahner werden wollten.

## Postrentendienst
Der Postrentendienst war ein historisch gewachsener Dienst, der aus der flächendeckenden Verbreitung der Post im Kaiserreich resultierte. Die Deutsche Bundespost (als Nachfolgerin der Reichspost) nahm – im Auftrag der Landesversicherungsanstalten (LVA), der Bahnversicherungsanstalt (BVA) und der Bundesversicherungsanstalt für Angestellte (BfA) – sowohl Anpassung als auch Auszahlung der Renten vor. Die erhebliche Zahl von Barauszahlungen führte an den Zahltagen der Renten regelmäßig zu langen Schlangen vor den Schaltern der Postämter. Mit zunehmender Einführung des bargeldlosen Zahlungsverkehrs und der stufenweisen Abschaffung barer Auszahlungen von Renten (am Schalter bzw. per Zahlungsanweisung) nahm zwar die Bedeutung des Postrentendienstes im Schalterbereich ab, die Anpassung der monatlichen Renten verblieb bei der Deutschen Bundespost. Die Anpassung der Renten darf nicht mit der (erst- bzw. einmaligen) Festsetzung der Renten (z. B. aus den zurückgelegten Beitrags- und Anrechnungszeiten) verwechselt werden, die nicht Bestandteil des Postrentendienstes war.

## Briefmarken und Philatelie
Die verausgabten Briefmarken trugen bis 1995 die Aufschrift „Deutsche Bundespost“ und ab 1995 die Aufschrift „Deutschland“. Die Ausgabepolitik war im Gegensatz zu anderen Postverwaltungen zurückhaltend, es gab weniger Ausgaben und weniger Blocks. Viele Sondermarken waren themen- oder anlassbezogen, „allgemeine“ Motive wie Blumen, Tiere, Autos, Züge und Flugzeuge etc. wurden meist nur für Zuschlagmarken vorbehalten. Zur Gestaltung der jeweiligen Briefmarke wurden in der Regel namhafte Grafiker zu einem Wettbewerb eingeladen, Ausnahmen gab es vor allem für die europaweit motivgleichen Europamarken. Gedruckt wurden die Briefmarken vorwiegend in der Bundesdruckerei in Berlin, wobei jedoch darauf geachtet wurde, dass in jedem Jahr mindestens eine Ausgabe auch von einer anderen Druckerei hergestellt wurde, um im Bedarfsfall auf entsprechende Kapazitäten und das zugehörige Know-how zurückgreifen zu können.
Bis 1969 waren Briefmarken regelmäßig nur wenige Jahre gültig, wobei es zunächst bei den Dauerserien und im Jahr 1968 erstmals auch bei den Sondermarken Ausnahmen gab. Ab 1969 war auf den Sondermarken das Ausgabejahr aufgedruckt und alle Briefmarken waren unbefristet frankaturgültig. Die unbefristete Gültigkeit wurde mit der Einführung des Euro widerrufen, anschließend gab es noch eine Umtauschfrist. Der Wegfall der Frankaturgültigkeit wirkte sich teilweise auf den Sammlerwert postfrischer Briefmarken aus.
Für Sammler betrieb die Deutsche Bundespost drei „Versandstellen für Postwertzeichen“ in Frankfurt am Main, Berlin (West) und Weiden in der Oberpfalz. Neben postfrischen Briefmarken wurden auch „gestempelte“ vertrieben sowie Ersttagsblätter und andere Sammlerprodukte. Das bequeme und beliebte „Sammeln im Abonnement“ hat zu einer Vielzahl gleicher Sammlungen geführt, deren Briefmarken keine Stempel aus dem echten Postverkehr tragen, sondern aus der Versandstelle (Versandstellenstempel und Sonderstempel), der Wert und die Nachfrage ist gering.

## Sonstiges

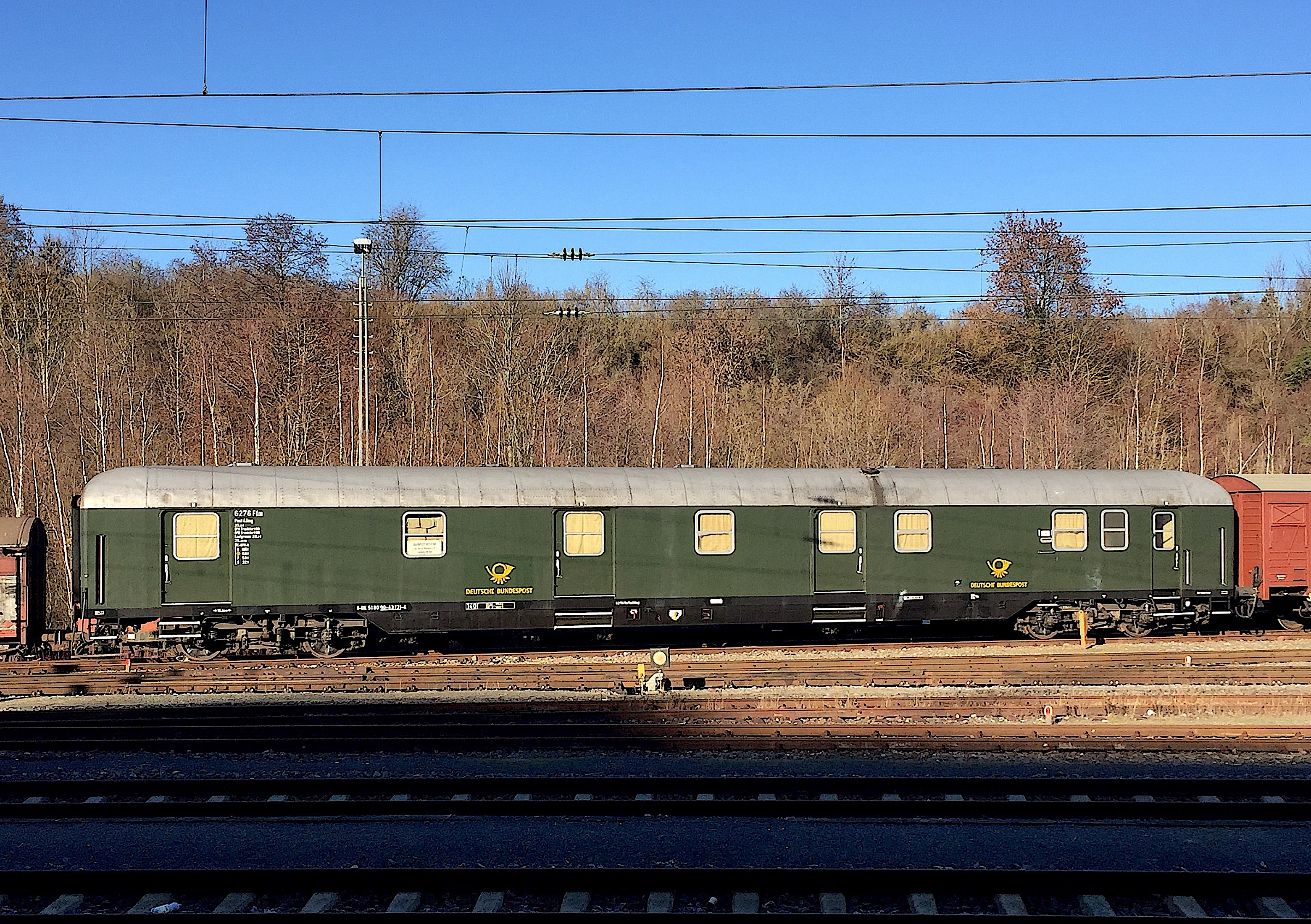
Bahnpostwagen der Deutschen Bundespost in Rottweil

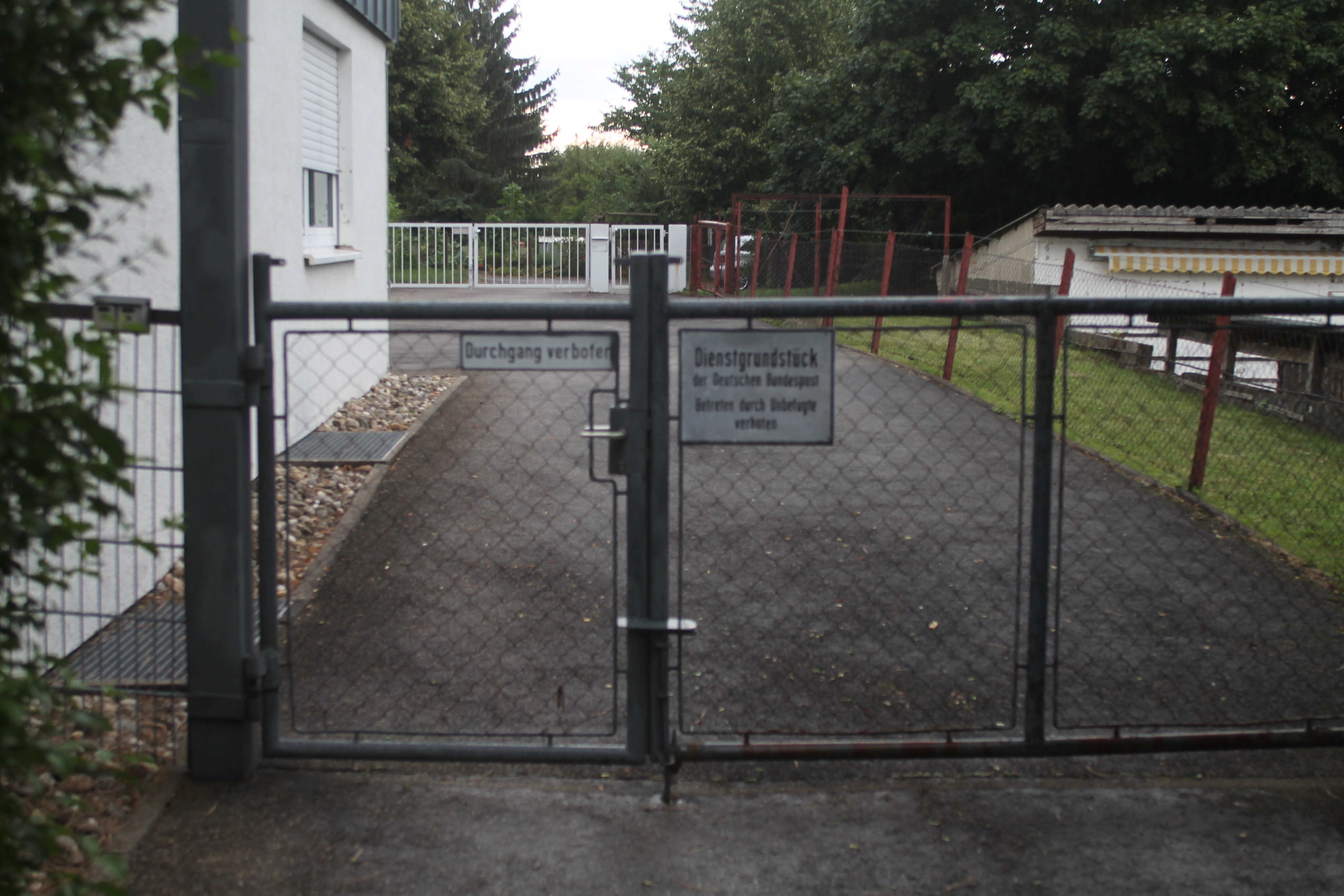
Auch im Jahr 2013 hängt noch am Eingang eines Gebäudes in Stuttgart-Hoffeld das Schild „Deutsche Bundespost“

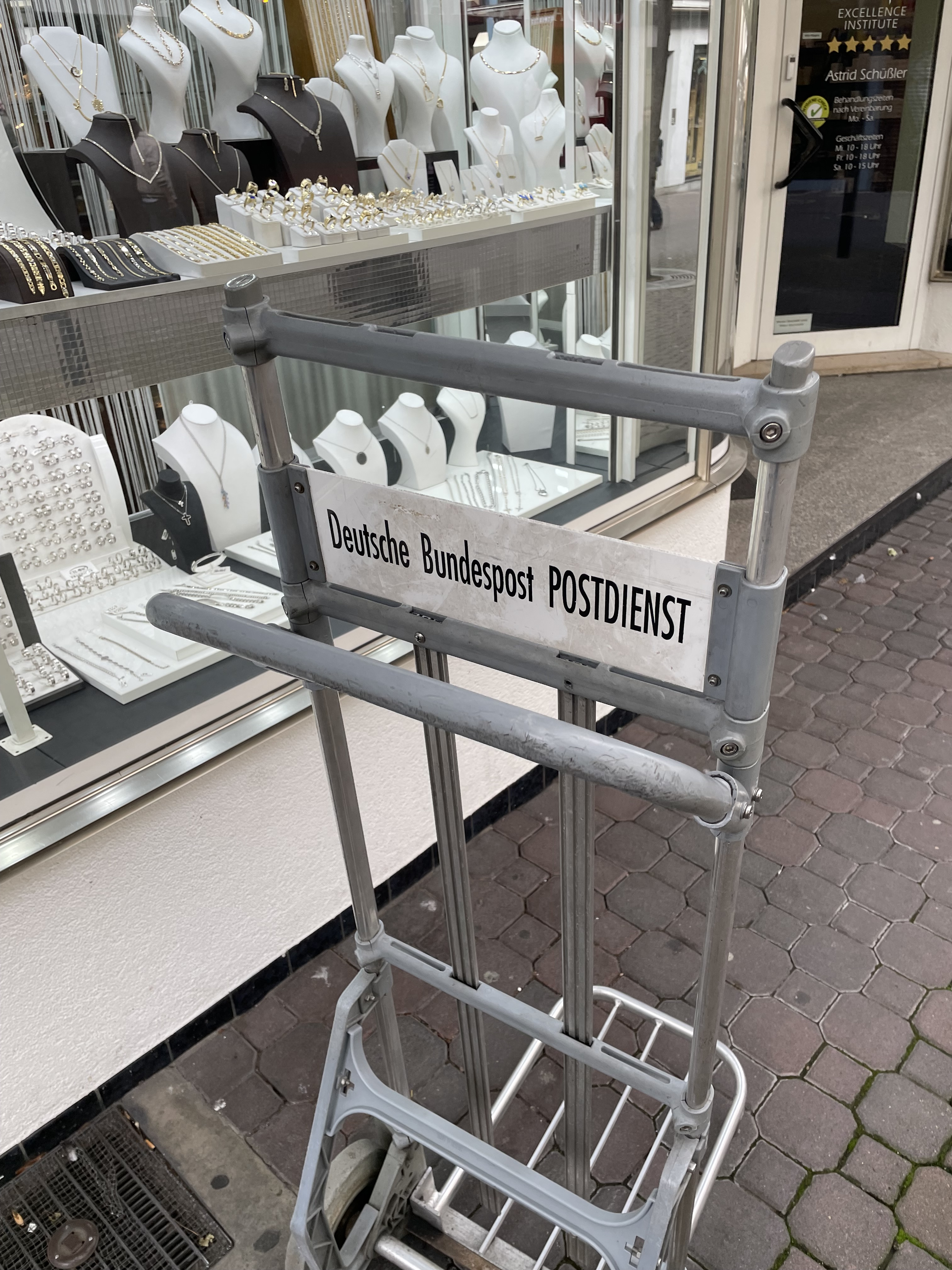
Im Jahr 2022 nutzen noch DHL-Fahrer die Paketkarren der ehemaligen Deutschen Bundespost.

- Die Bezeichnung Deutsche Bundespost findet sich noch bei der 1995 gegründeten Versorgungsanstalt „Bundesanstalt für Post und Telekommunikation – Deutsche Bundespost“, die dort eine Unterabteilung darstellt[9]
- Das ostdeutsche Gegenstück war die Deutsche Post.
- Die Landespostdirektion Berlin in Berlin-West war von 1945 bis 1990 formell unabhängig und gab auch eigene Briefmarken heraus, die die Aufschrift „Deutsche Bundespost Berlin“ trugen.
- Teil der Deutschen Bundespost war der Fernmeldenotdienst für den Katastrophen- und Verteidigungsfall.
- Für eine ausreichende Versorgung der Bürger mit Post- und Fernmeldedienstleistungen im Krisenfall und eine Sicherung des Personals sowie der Einrichtungen und Gebäude sollte der Katastrophenschutz der Deutschen Bundespost sorgen.
- Zur Bundespost gehörte auch der Betriebssicherungsdienst, der eine Art Polizei war und Postdiebstähle aufklären und Sabotage an Fernmeldeeinrichtungen verhindern sollte. Die Beamten des mittleren, gehobenen und teilweise höheren Dienstes waren je nach landesrechtlicher Regelung Hilfsbeamte der Staatsanwaltschaft (heute: Ermittlungspersonen). Der Betriebssicherungsdienst wurde mit der Privatisierung der Bundespost in Konzernsicherheit umbenannt und ist weiterhin tätig.
- Es gab Gewerkschaften speziell für die Bediensteten der Deutschen Bundespost, die beiden größten waren die Deutsche Postgewerkschaft (DPG) (ging 2001 mit anderen in ver.di auf) und der Deutsche Postverband.
- Die Bearbeitung von Postsendungen in Eisenbahnwagen wurde als Bahnpost bezeichnet.
- Fernmeldetürme aus Stahlbeton gibt es als standardisierte sog. Typentürme und als Sondertürme. Heute als Deutsche Funkturm GmbH eine Tochtergesellschaft der Deutschen Telekom AG.
- Die DBP betrieb auch fünf Erdfunkstellen: Erdfunkstelle Fuchsstadt, Erdfunkstelle Raisting, Erdfunkstelle Usingen, Erdfunkstelle Wannsee und später die Übernahme der Erdfunkstelle Neu Golm von der Deutschen Post der DDR.
- Die Deutsche Bundespost betrieb auch Fernseh- und Nachrichtensatelliten wie TV-SAT und DFS-Kopernikus.
- Auch heute finden sich am Eingang mancher ehemaliger Dienststellen noch Amtsschilder oder Beschriftungen der Bundespost.[10] Auch sind an Gebäuden noch Adler, aus Metall oder in Stein gehauen, angebracht.